# Kocmań (stacja kolejowa)
Kocmań (ukr. Кіцмань, Kicmań) – stacja kolejowa w miejscowości Kocmań, w obwodzie czerniowieckim, na Ukrainie. Jest częścią administracji iwanofrankiwskiej Kolei Lwowskiej.